# Pyrgocyphosoma tenanum
Pyrgocyphosoma tenanum är en mångfotingart som beskrevs av Karl Wilhelm Verhoeff 1930. Pyrgocyphosoma tenanum ingår i släktet Pyrgocyphosoma och familjen knöldubbelfotingar. Inga underarter finns listade i Catalogue of Life.